# Lenn Jastremski
Lenn Jastremski (* 24. Januar 2001 in Salzgitter) ist ein deutscher Fußballspieler. Der überwiegend beim VfL Wolfsburg ausgebildete Stürmer steht seit der Saison 2025/26 beim SC Austria Lustenau unter Vertrag.

## Karriere

### Vereine
Jastremski stammt aus Niedersachsen und spielte zu Beginn seiner Laufbahn unter anderem beim FC Pfeil Broistedt. Als Achtjähriger wurde er im Nachwuchsleistungszentrum des VfL Wolfsburg aufgenommen, wo er seitdem ausgebildet wird. Mit der A-Jugend des Vereins holte der Stürmer im Frühjahr 2019 die Meisterschaft der Bundesligastaffel Nord/Nordost, unterlag mit ihr jedoch im Meisterschaftshalbfinale dem VfB Stuttgart. In der Spielzeit 2019/20 war er Stammspieler und konnte bis zur zwangsweisen Saisonpause aufgrund der globalen COVID-19-Pandemie in 19 Spielen vierzehn Tore erzielen sowie drei weitere vorbereiten. Am 23. Spieltag kam der Angreifer darüber hinaus neunzehnjährig zu seinem ersten Einsatz im Herrenbereich, als er unter Cheftrainer Rüdiger Ziehl in der Schlussphase der siegreichen Regionalligapartie gegen Eintracht Norderstedt eingewechselt wurde.
Zur Saison 2020/21 wechselte Jastremski zum FC Bayern München. Dort spielte er für die zweite Mannschaft in der 3. Liga, die in der Vorsaison Drittligameister geworden war. Für den Offensivspieler ergab sich dort ein stetiger Wechsel zwischen Startelf und Ersatzbank, er kam im Saisonverlauf auf 28 Einsätze und vier Torerfolge. Mit der Bayern-Reserve stieg er in die Regionalliga Bayern ab. Zu Beginn der Saison 2021/22 kam er dort noch zu mehreren Einsätzen und wurde dann Ende August 2021 für den Rest der Saison an den Drittligisten FC Viktoria Köln ausgeliehen. In Köln konnte sich der Stürmer nicht durchsetzen. Er kam auf 11 Drittligaeinsätze, stand 10-mal in der Startelf und erzielte 2 Tore.
Zur Saison 2022/23 verlängerte Jastremski seinen Vertrag beim FC Bayern bis zum 30. Juni 2024 und wechselte innerhalb der 3. Liga für ein Jahr auf Leihbasis zum Absteiger FC Erzgebirge Aue. Für Aue kam er zu insgesamt 15 Drittligaeinsätzen. Ende Januar 2023 wurde die Leihe vorzeitig beendet und er wurde an den österreichischen Zweitligisten Grazer AK weiterverliehen. Für den GAK kam er während der Leihe zu 14 Einsätzen in der 2. Liga, in denen er fünfmal traf.
Zur Saison 2023/24 wurde Jastremski dann ein viertes Mal verliehen, diesmal wieder innerhalb Deutschlands an den Drittligaaufsteiger SSV Ulm 1846. Hier war er anfangs nur Ergänzungsspieler und stand größtenteils nicht im Spieltagskader. Erst bei der 2:3-Heimniederlage am elften Spieltag gegen Tabellenführer Dynamo Dresden debütierte er am 15. Oktober als Einwechselspieler für Dennis Chessa wenige Minuten vor Spielende für die „Spatzen“, um als Stürmer einen möglichen Ausgleich zu erzwingen. Da dieser zweiminütige Einsatz sein einziger blieb, wurde die Leihe vor dem Beginn der Wintervorbereitung im Januar 2024 vorzeitig beendet. Anschließend wurde er ein zweites Mal an den Grazer AK verliehen. Bis zum Saisonende erzielte Jastremski in 15 Zweitligaspielen fünf Tore.
Nach seinem Leihende in Graz kehrte Jastremski zur Saison 2024/25 nicht mehr zum FC Bayern zurück, sondern wechselte fest in die 3. Liga zur SpVgg Unterhaching. Für Unterhaching absolvierte er 33 Drittligapartien, in denen er siebenmal traf. Als Tabellenletzter stieg er mit dem Team aber zu Saisonende aus der 3. Liga ab. Zur Saison 2025/26 wechselte er daraufhin ein weiteres Mal nach Österreich, wo er sich dem Zweitligisten SC Austria Lustenau anschloss, bei dem er einen bis 2027 laufenden Vertrag erhielt.

### Nationalmannschaft
Nach vier Länderspielen für die U18-Nationalmannschaft wurde Jastremski im Sommer 2019 für die U19-Nationalmannschaft nominiert. Mit ihr bestritt er mehrere Spiele im Rahmen der Qualifikation zur Europameisterschaft 2020. Aufgrund der COVID-19-Pandemie wurde die Qualifikation jedoch unterbrochen und das Turnier letztlich ganz abgesagt. Von 2020 bis 2021 kam er dann noch zu drei Einsätzen für die U20-Nationalmannschaft.